# Commelle-Vernay
Commelle-Vernay är en kommun i departementet Loire i regionen Auvergne-Rhône-Alpes i centrala Frankrike. Kommunen ligger i kantonen Perreux som tillhör arrondissementet Roanne. År 2022 hade Commelle-Vernay 3 041 invånare.

## Befolkningsutveckling
Antalet invånare i kommunen Commelle-Vernay
| Referens: INSEE |